# Perdita leucostoma
Perdita leucostoma är en biart som beskrevs av Timberlake 1956. Perdita leucostoma ingår i släktet Perdita och familjen grävbin. Inga underarter finns listade i Catalogue of Life.